# Francesco Cassata
Francesco Cassata (Sarzana, 16 luglio 1997) è un calciatore italiano, centrocampista dello Spezia.

## Carriera

### Club

#### Inizi: Empoli, Juventus e Ascoli
Prodotto del vivaio dell'Empoli, che lo scova giovanissimo nella sua città natale, Cassata viene acquistato dalla Juventus nella stagione 2015-16, dove si segnala tra i migliori elementi della rosa contribuendo in modo significativo alla vittoria del Torneo di Viareggio 2016. Esordisce nel calcio professionistico con l'Ascoli, girato in prestito proprio dalla Juventus, in occasione del pareggio per 1-1 contro la Pro Vercelli segnando il goal dei marchigiani. Questa è stata la sua unica rete in 36 presenze complessive.

#### Sassuolo e prestito al Frosinone
Tornato alla Juventus nell'estate 2017, non è convocato per il ritiro estivo dei bianconeri e il 21 luglio viene ceduto al Sassuolo a titolo definitivo. Esordisce con gli emiliani il 22 ottobre, in occasione della partita vinta per 0-1 contro la SPAL, sostituendo all'87' Matteo Politano ma viene espulso dopo 158 secondi. Trova il suo primo gol in Serie A il 4 aprile nel pareggio esterno per 1-1 contro il Chievo, segnando su calcio di punizione con un tiro da centrocampo. Termina la stagione con 10 presenze in campionato.
Il 17 agosto 2018 viene ufficializzato il suo trasferimento in prestito al Frosinone, neopromosso in Serie A. Debutta con i ciociari il successivo 2 settembre, in occasione della sconfitta in casa della Lazio (1-0), trovando il 2 dicembre il suo primo gol, segnando il punto del momentaneo vantaggio contro il Cagliari (1-1). Il 14 aprile 2019 trova il suo secondo centro in campionato contro l'Inter, segnando il gol del momentaneo 1-2; la partita è stata persa poi dai ciociari per 1-3.

#### Genoa e prestiti al Parma e alla Ternana
Al termine della stagione rientra al Sassuolo, che il 26 luglio 2019 lo cede in prestito con obbligo di riscatto al Genoa, in un'operazione che porta al Sassuolo il giovane portiere rossoblù Alessandro Russo. Il 23 febbraio 2020 trova il suo primo gol, nella sconfitta interna dei grifoni per 2-3 contro la Lazio.
Il 18 gennaio 2022, dopo due stagioni e mezzo in cui ha collezionato 37 presenze e 2 reti in tutte le competizioni, viene ceduto in prestito con diritto di opzione al Parma fino al termine della stagione.
Il 30 agosto 2022 viene ufficializzato il suo prestito alla Ternana con la formula del prestito fino al termine della stagione, con opzione in favore dei rossoverdi.

#### Spezia
Il 18 luglio 2023 diventa un nuovo giocatore dello Spezia in prestito con obbligo di riscatto, firmando un contratto biennale, valido fino al 30 giugno 2025.

### Nazionale
Nell'estate 2016 partecipa all'Europeo Under-19, in cui l'Italia arriva fino alla finale, persa poi 0-4 con la Francia.
Nel 2017 viene convocato per disputare i Mondiali Under-20: fa il suo esordio nella manifestazione nella seconda giornata della fase a gironi, il 24 maggio 2017, subentrando a Giuseppe Panico nel match vinto per 2-0 contro il Sud Africa.
Esordisce in nazionale Under-21 il 6 settembre 2018, subentrando al 46' al posto di Valzania nella partita amichevole persa 3-0 contro la Slovacchia.
Il 26 aprile 2019 viene convocato in nazionale maggiore dal CT Roberto Mancini per un raduno organizzato a Coverciano con l'obiettivo di visionare giovani calciatori emergenti.

## Statistiche

### Presenze e reti nei club
Statistiche aggiornate al 1º giugno 2025.
| Stagione        | Squadra         | Campionato      | Campionato | Campionato | Coppe nazionali | Coppe nazionali | Coppe nazionali | Coppe continentali | Coppe continentali | Coppe continentali | Altre coppe | Altre coppe | Altre coppe | Totale | Totale |
| Stagione        | Squadra         | Comp            | Pres       | Reti       | Comp            | Pres            | Reti            | Comp               | Pres               | Reti               | Comp        | Pres        | Reti        | Pres   | Reti   |
| --------------- | --------------- | --------------- | ---------- | ---------- | --------------- | --------------- | --------------- | ------------------ | ------------------ | ------------------ | ----------- | ----------- | ----------- | ------ | ------ |
| 2016-2017       | Ascoli          | B               | 36         | 1          | CI              | -               | -               | -                  | -                  | -                  | -           | -           | -           | 36     | 1      |
| 2017-2018       | Sassuolo        | A               | 10         | 1          | CI              | 2               | 0               | -                  | -                  | -                  | -           | -           | -           | 12     | 1      |
| 2018-2019       | Frosinone       | A               | 19         | 2          | CI              | -               | -               | -                  | -                  | -                  | -           | -           | -           | 19     | 2      |
| 2019-2020       | Genoa           | A               | 24         | 2          | CI              | 2               | 0               | -                  | -                  | -                  | -           | -           | -           | 26     | 2      |
| 2020-2021       | Genoa           | A               | 8          | 0          | CI              | 1               | 0               | -                  | -                  | -                  | -           | -           | -           | 9      | 0      |
| 2021-gen. 2022  | Genoa           | A               | 1          | 0          | CI              | 1               | 0               | -                  | -                  | -                  | -           | -           | -           | 2      | 0      |
| gen.-giu. 2022  | Parma           | B               | 1          | 0          | CI              | -               | -               | -                  | -                  | -                  | -           | -           | -           | 1      | 0      |
| ago. 2022       | Genoa           | B               | 0          | 0          | CI              | 0               | 0               | -                  | -                  | -                  | -           | -           | -           | 0      | 0      |
| Totale Genoa    | Totale Genoa    | Totale Genoa    | 33         | 2          |                 | 4               | 0               |                    | -                  | -                  |             | -           | -           | 37     | 2      |
| set. 2022-2023  | Ternana         | B               | 27         | 0          | CI              | -               | -               | -                  | -                  | -                  | -           | -           | -           | 27     | 0      |
| 2023-2024       | Spezia          | B               | 31         | 0          | CI              | 1               | 0               | -                  | -                  | -                  | -           | -           | -           | 32     | 0      |
| 2024-2025       | Spezia          | B               | 28+4       | 0          | CI              | -               | -               | -                  | -                  | -                  | -           | -           | -           | 32     | 0      |
| Totale Spezia   | Totale Spezia   | Totale Spezia   | 59+4       | 0          |                 | 1               | 0               |                    | -                  | -                  |             | -           | -           | 64     | 0      |
| Totale carriera | Totale carriera | Totale carriera | 185+4      | 6          |                 | 7               | 0               |                    | -                  | -                  |             | -           | -           | 196    | 6      |

### Cronologia presenze e reti in nazionale
| Cronologia completa delle presenze e delle reti in nazionale ― Italia under 21 | Cronologia completa delle presenze e delle reti in nazionale ― Italia under 21 | Cronologia completa delle presenze e delle reti in nazionale ― Italia under 21 | Cronologia completa delle presenze e delle reti in nazionale ― Italia under 21 | Cronologia completa delle presenze e delle reti in nazionale ― Italia under 21 | Cronologia completa delle presenze e delle reti in nazionale ― Italia under 21 | Cronologia completa delle presenze e delle reti in nazionale ― Italia under 21 | Cronologia completa delle presenze e delle reti in nazionale ― Italia under 21 |
| Data                                                                           | Città                                                                          | In casa                                                                        | Risultato                                                                      | Ospiti                                                                         | Competizione                                                                   | Reti                                                                           | Note                                                                           |
| ------------------------------------------------------------------------------ | ------------------------------------------------------------------------------ | ------------------------------------------------------------------------------ | ------------------------------------------------------------------------------ | ------------------------------------------------------------------------------ | ------------------------------------------------------------------------------ | ------------------------------------------------------------------------------ | ------------------------------------------------------------------------------ |
| 6-9-2018                                                                       | Dunajská Streda                                                                | Slovacchia under 21                                                            | 3 – 0                                                                          | Italia under 21                                                                | Amichevole                                                                     | -                                                                              | 46’                                                                            |
| 11-9-2018                                                                      | Cagliari                                                                       | Italia under 21                                                                | 3 – 1                                                                          | Albania under 21                                                               | Amichevole                                                                     | -                                                                              | 76’                                                                            |
| Totale                                                                         |                                                                                | Presenze                                                                       | 2                                                                              |                                                                                | Reti                                                                           | 0                                                                              |                                                                                |

## Palmarès

### Club

#### Competizioni giovanili
- Torneo di Viareggio: 1

Juventus: 2016